# ピラタス P-3
ピラタス P-3
スイス空軍のP-3
- 用途：練習機
- 製造者：ピラタス
- 運用者：スイス空軍、ブラジル海軍
- 初飛行：1953年9月3日
- 生産数：79機
- 運用開始：1958年

ピラタス P-3は、スイスのピラタス社で製造された軍用練習機である。

## 概要
P-3は初等、高等（夜間飛行、エアロバティック、計器飛行を含む）練習機として設計され、軍用モデルはP-3-03という名称であった。本機は引き込み式首車輪降着装置を持った全金属製のタンデム複座機で、簡単な武器訓練のため左翼下に爆弾、ロケット弾、機関銃ポッドを取り付ける懸架装置が用意されていた。
試作初号機は1953年に組み立てられ、同年9月3日に初飛行した。
スイス空軍は72機のP-3を受領し、ブラジル海軍が6機を購入した。スイス空軍はP-3を1983年まで飛行訓練に、その後の10年間を連絡機として使用した。1993年から1995年にかけて65機の元スイス空軍機が民間市場に売却された。

## 運用

### 軍用
ブラジル
- ブラジル海軍

 スイス
- スイス空軍

### 民間
P3 Flyers
スイスの民間曲技飛行チーム

## 要目
（Pilatus P-3-03）
- 乗員：2名

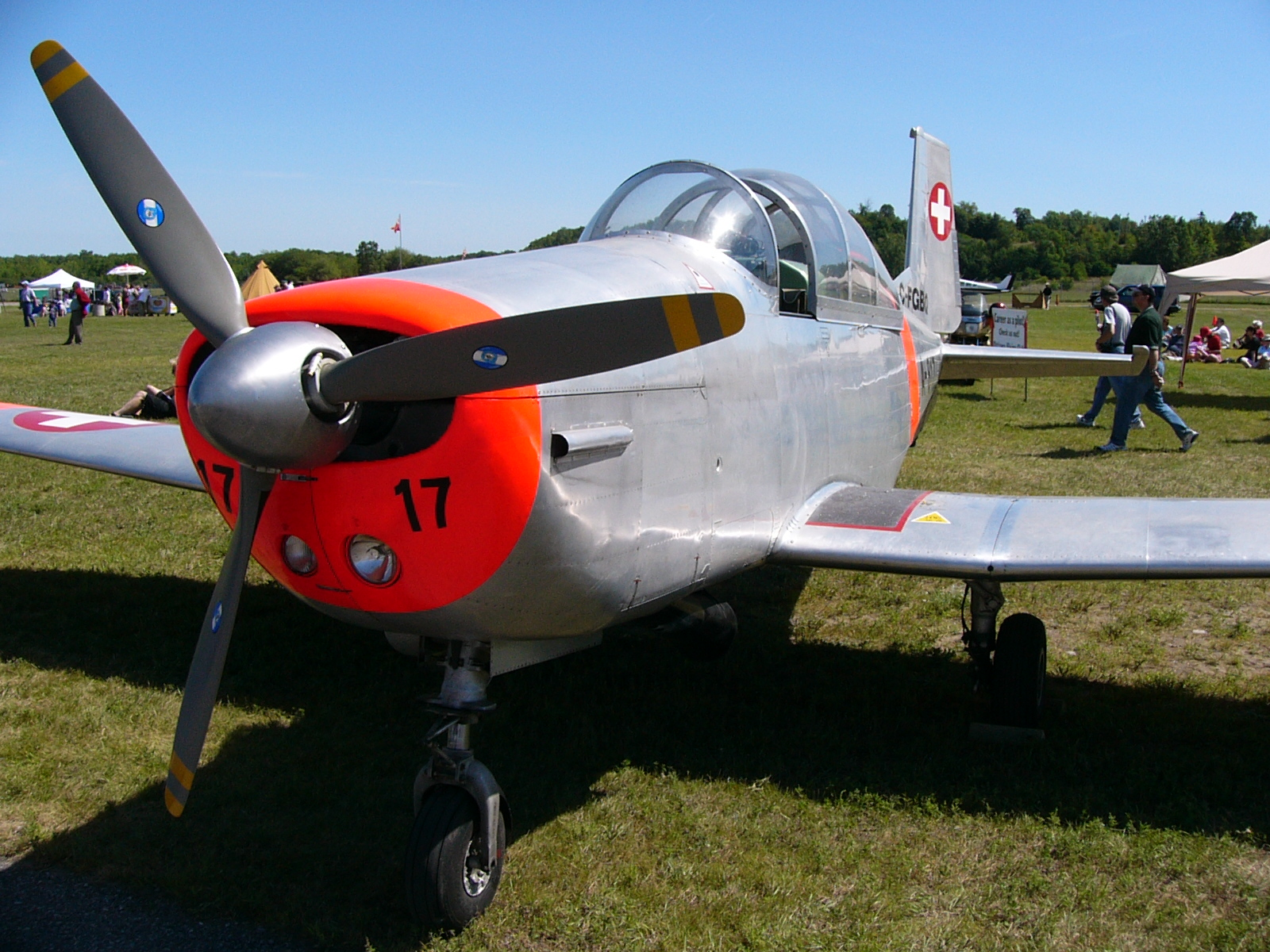
民間のピラタス P-3-05

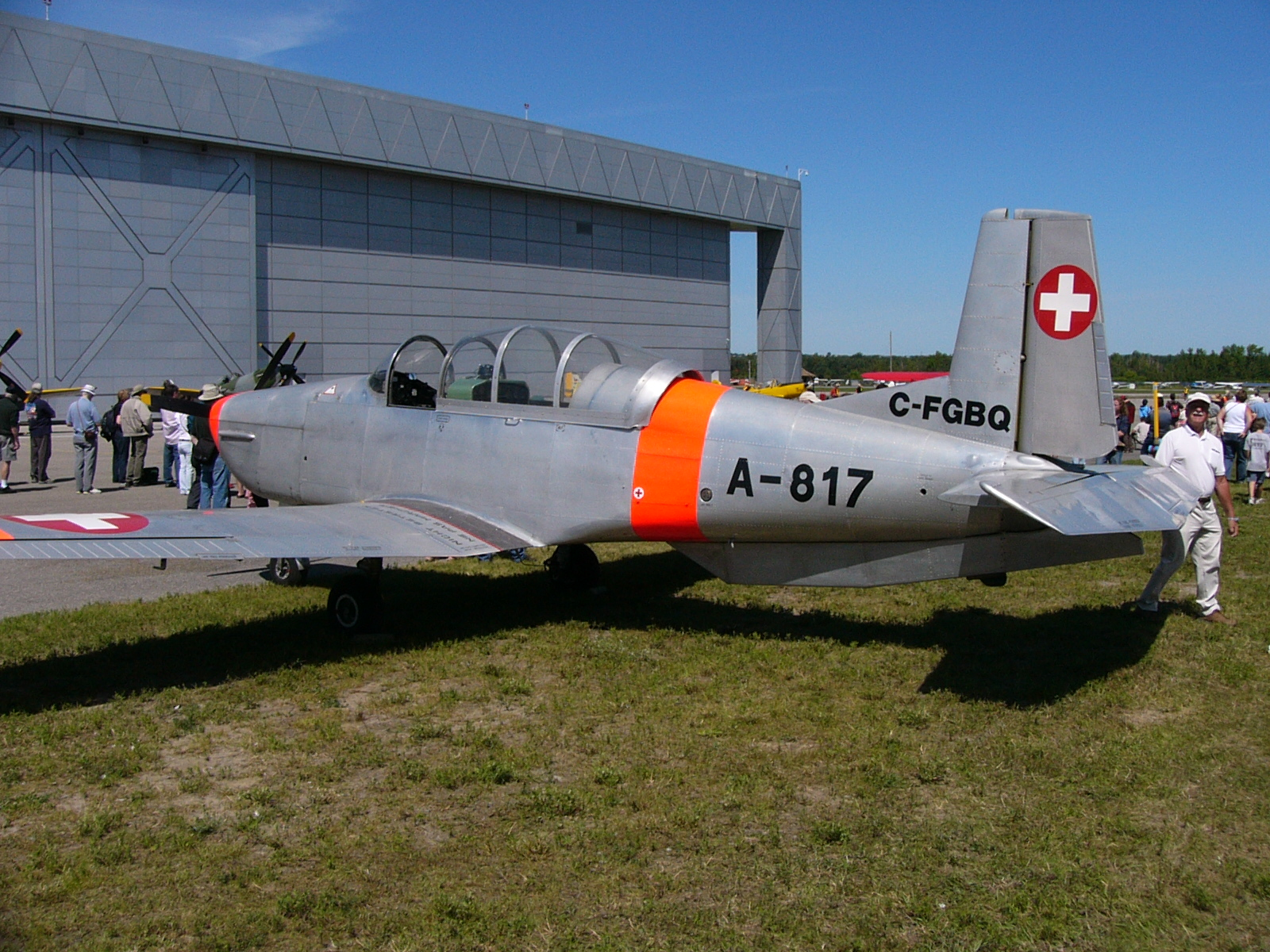
民間のピラタス P-3-05

- 全長：8.75 m (28 ft 8 in)
- 全幅：10.40 m (34 ft 1 in)
- 全高：3.05 m (10 ft)
- 翼面積：16.55 m² (177.6 ft²)
- 翼面荷重：90.6 kg/m² (18.5 lb/ft²)
- 空虚重量：1,090 kg (2,400 lb)
- 全備重量：1,500kg (3,300 lb)
- 最大離陸重量：1,530 kg (3,374 lb)
- 馬力重量比：0.12 kW/kg (0.072hp/lb)
- エンジン：1 × ライカミング GO-435-C2-A2  6気筒 水平対向 エンジン、180 kW (240 hp)
- 最大速度：310 km/h (194 mph)
- 経済巡航速度：255 km/h (155 mph)
- 最低速度：100 km/h (62 mph)
- 巡航高度：5,500 m (18,040 ft)
- 航続距離：650 km (406 miles)
- 上昇率： 7.0 m/s (1,380 ft/min) 海面高度で